# Kanton Joux-la-Ville
Joux-la-Ville is een kanton van het Franse departement Yonne. Het kanton maakt deel uit van de arrondissementen Auxerre (21) en Avallon (23).
 Het telt 12.652 inwoners in 2018.

Het kanton Joux-la-Ville werd gevormd ingevolge het decreet van 13 februari 2014 met uitwerking op 22 maart 2015. 

## Gemeenten
Het kanton omvatte bij zijn vorming 44 gemeenten.
Door de samenvoeging :
- op 1 januari 2016 van de gemeenten Vermenton en Sacy tot de fusiegemeente (Commune nouvelle) Vermenton
- op 1 januari 2017 van de gemeenten Accolay en Cravant tot de fusiegemeente (Commune nouvelle) Deux Rivières

bestaat het kanton Joux-la-Ville sindsdien uit volgende 42 gemeenten :
- Arcy-sur-Cure
- Asnières-sous-Bois
- Asquins
- Bazarnes
- Bessy-sur-Cure
- Blannay
- Bois-d'Arcy
- Brosses
- Chamoux
- Châtel-Censoir
- Coulanges-sur-Yonne
- Coutarnoux
- Crain
- Deux Rivières
- Dissangis
- Domecy-sur-Cure
- Festigny
- Foissy-lès-Vézelay
- Fontenay-près-Vézelay
- Fontenay-sous-Fouronnes
- Givry
- Joux-la-Ville
- Lichères-sur-Yonne
- Lucy-sur-Cure
- Lucy-sur-Yonne
- Mailly-la-Ville
- Mailly-le-Château
- Merry-sur-Yonne
- Montillot
- Pierre-Perthuis
- Précy-le-Sec
- Prégilbert
- Saint-Moré
- Saint-Père
- Sainte-Colombe
- Sainte-Pallaye
- Sery
- Tharoiseau
- Trucy-sur-Yonne
- Vermenton
- Vézelay
- Voutenay-sur-Cure